# Green River (Wyoming)
 For alternative betydninger, se Green River. (Se også artikler, som begynder med Green River)
Green River er en amerikansk by og administrativt centrum for det amerikanske county Sweetwater County i staten Wyoming. I 2000 havde byen et indbyggertal på 11.808.

## Ekstern henvisning
- Green Rivers hjemmeside (engelsk)

41°30′51″N 109°27′54″V / 41.5142°N 109.465°V